# Pseudicius courtauldi
Pseudicius courtauldi là một loài nhện trong họ Salticidae.
Loài này thuộc chi Pseudicius. Pseudicius courtauldi được William Syer Bristowe miêu tả năm 1935.